# LiveLeak
LiveLeak a fost un site web de video hosting, care oferea utilizatorilor posibilitatea să posteze și să partajeze video-uri. Site-ul a fost bazat în Marea Britanie și fondat în octombrie 2006. Conform clasamentului Alexa Internet, în iulie 2014  site-ul era estimat a fi al 642-lea din lume după popularitate.